# Harry Shannon

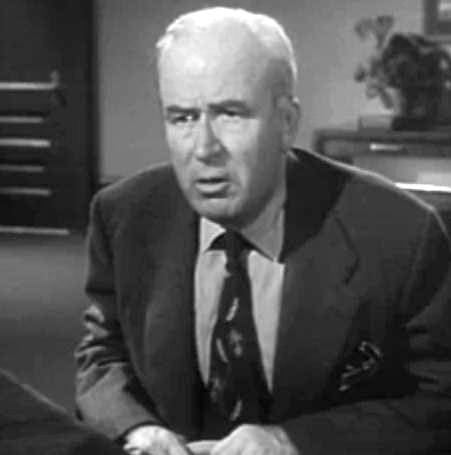
Harry Shannon.

Harry Shannon, född 13 juni 1890 i Saginaw, Michigan, död 27 juli 1964 i Hollywood, Kalifornien, var en amerikansk skådespelare. Shannon medverkade som karaktärsskådespelare i runt 150 amerikanska filmer. Till hans kändaste roller hör den lilla rollen som Kanes far i En sensation. Shannon medverkade även i många westernfilmer. Innan filmkarriären tog fart var han skådespelare på Broadway.

## Filmografi, urval
- 1941 – En sensation
- 1942 – Inringad!
- 1942 – Baronessan går under jorden
- 1947 – Katrin gör karriär
- 1947 – Kvinnan utanför
- 1947 – Lady från Shanghai
- 1948 – Villervallavillan
- 1950 – Gangsterterror slås ned
- 1950 – Storstad i fara
- 1950 – Tre små ord
- 1952 – Sheriffen
- 1954 – En stol är ledig
- 1954 – Vittne till mord
- 1955 – Våldets män
- 1956 – För alla vindar
- 1956 – Min man är en främling
- 1958 – En djävulsk fälla